# 小約翰·史特勞斯作品列表
在此列出小约翰·施特劳斯的作品，包括編號作品（幾個類型的舞曲）以及未有編號的舞台作品等等。

## 按曲類

### 波尔卡／加洛普
- 亞馬遜波爾卡（Amazonen-Polka），作品9
- 爆炸波爾卡（Explosions-Polka），作品43
- 鞭打波尔卡（Geißelhiebe-Polka），作品60
- 安娜波爾卡（Annen-Polka），作品117，1852年
- 香檳波爾卡（Champagner-Polka），作品211
- 闲聊波尔卡（Tritsch-Tratsch-Polka），作品214，1858年
- 面具舞會波爾卡（Maskenzug），作品240
- 破壞者波爾卡（Demolirer），作品269，1862年
- 快樂火車波爾卡（Vergnügungszug），作品281，1864年
- 一座帝都、一個維也納（ 'S gibt nur a Kaiserstadt,'s gibt nur a Wien!）[註 1]，作品291
- 喜氣洋洋波爾卡（Kreuzfidel），作品301
- 女人頌（Lob der Frauen），作品315
- 輕如鴻毛波爾卡（Leichtes Blut），作品319
- 費加羅波爾卡（Figaro-Polka），作品320
- 一心一意（Ein Herz, ein Sinn!），作品323
- 電閃雷鳴（Unter Donner und Blitz），作品324，1868年
- 魔弹快速波爾卡（Freikugeln），作品326，1868年
- 海市蜃樓（Fata Morgana），作品330
- 匈牙利萬歲波爾卡（Éljen a Magyar!），作品332
- 在卡拉普芬森林里（Im Krapfenwald'l），作品336
- 飛奔波爾卡（Im Sturmschritt），作品348
- 印度舞姬波爾卡（Die Bajaderehe），作品351
- 多瑙河畔波爾卡（Vom Donaustrande），作品356
- 你看多妙啊！（Bitte Schön!），作品372，1875年
- 狩獵波爾卡（Auf der Jagd!）op.373，1875年
- 強盜加洛普（Banditen-Galopp），作品378，1877年
- 激烈的爱情与舞蹈（Stürmisch in Lieb' und Tanz），作品393
- 來跳舞！（Auf zum Tanze!），作品436
- 噼噼啪啪加洛普（Klipp-Klapp），作品466

### 进行曲
- 愛國者（Patrioten），作品8，1845年
- 奧地利進行曲（Austria-Marsch），作品20，1846年
- 節日進行曲（Fest-Marsch），作品49，1847年
- 革命進行曲（Revolutions-Marsach），作品54，1848年
- 學生進行曲（Studenten-Marsch），作品56，1848年
- 布爾諾國家衛隊進行曲（Brünner-Nationalgarde-Marsch），作品58，1848年
- 奧皇弗朗茨約瑟夫（Kaiser Franz Josef），作品67，1849年
- 凯旋进行曲（Triumph-Marsch），作品69，1850年
- 維也納軍營（Wiener Garnison），作品77，1850年
- 奧丁格騎士進行曲（Ottinger Reitermarsch），作品83，1850年
- 皇家獵人（Kaiser-Jäger），作品93，1851年
- 團結就是力量（Viribus unitis），作品96，1851年
- 大侯爵進行曲（Großfürsten-Marsch），作品107，1852年
- 薩克森盔甲騎兵進行曲（Sachsen-Kürassier-Marsch），作品113，1852年
- 維也納銀禧致意進行曲（Wiener Jubel-Gruss-Marsch），作品115，1852年
- 奧皇弗朗茨約瑟夫銀禧榮歸進行曲（Kaiser Franz Joseph I. Rettungs-Jubel-Marsch），作品126
- 旋轉木馬進行曲（Caroussel-Marsch），作品133，1853年
- 皇冠進行曲（Kron-Marsch），作品139，1853年
- 威廉大公康復進行曲（Erzherzog Wilhelm Genesungs-Marsch），作品149，1854年
- 拿破崙（Napoleon），作品156
- 聯盟進行曲（Alliance-Marsch），作品158，1854年
- 加冕進行曲（Krönungs-Marsch），作品183，1856年
- 巴里亞欽斯基親王進行曲（Fürst Bariatinsky-Marsch），作品212，1858年
- 德意志武士進行曲（Deutscher Kriegermarsch），作品284，1864年
- 親如兄弟（Verbrüderungs），作品287，1864年
- 波斯進行曲（Persischer），作品289，1864年
- 埃及進行曲（Egyptischer），作品335，1869年
- 印地戈進行曲（Indigo-Marsch），作品339，選自《印地戈和四十大盜》
- 奧地利萬歲進行曲（Hoch Osterreich），作品371，選自《卡里奧斯特羅的維也納奇遇記》
- 俄國幻想進行曲（Russische Marsch-Fantasie），作品353
- 金禧節慶進行曲（Jubelfest），作品396
- 快樂的戰爭進行曲（Der lustige Krieg, Marsch），作品397，1882年
- 鬥牛士進行曲（Matador），作品406，選自《王后的花邊手帕》, 1883年
- 哈布斯堡萬歲！進行曲（Habsburg Hoch! Marsch），作品408，1882年
- 俄羅斯進行曲（Russischer Marsch），作品426，1886年
- 騎士進行曲（Reiter），作品428，選自《辛普利丘斯》, 1888年
- 西班牙進行曲（Spanischer Marsch），作品433，1888年
- 節日進行曲（Festmarsch），作品452，1893年
- 祝你健康！進行曲（Živio!），選自輕歌劇《蘋果節》，作品456，1894年
- 那真可愛進行曲（Es war so wunderschon），作品467
- 德國大使節慶進行曲（Deutschmeister Jubiläumsmarsch），作品470
- 瞄準！進行曲（Auf's Korn!），作品478

### 方塊舞／四隊舞
- 開幕方塊舞（Debut-Quadrille），作品2

### 圓舞曲／华尔兹
| 知名度較高的圓舞曲 - 晨報（Morgenblätter），第279號作品，1863年 - 蓝色多瑙河（An der schönen Blauen Donau），第314號作品，1867年 - 艺术家的生涯（Künstlerleben），第316號作品，1867年 - 维也纳森林的故事（G'schichten aus dem Wienerwald），第325號作品，1868年 - 醇酒，美女，歌聲（Wein, Weib und Gesang），第333號作品，1869年 - 一千零一夜（Tausend und eine Nacht），第346號作品，1871年 - 維也納氣質（Wiener Blut），第354號作品，1873年 - 南國玫瑰（Rosen aus dem Süden），第388號作品，1880年 - 春之声（Frühlingsstimmen），第410號作品，1883年 - 皇帝圆舞曲（Kaiser-Walzer），第437號作品，1888年 | 其他 - 警句（Sinngedichte），第1號作品，1844年 - 善意求婚者（Gunstwerber），第4號作品 ，1844年 - 嘉年華歌謠（Faschingslieder），第11號作品，1846年 - 青年之夢（Jugendträume），第12號作品，1846年 - 花束（Sträußchen），第15號作品，1846年 - 歌手旅程（Sängerfahrten），第41號作品，1847年 - 熔岩滾流（Lava-Ströme），第74號作品，1850年 - 拉達曼圖斯的回聲（Rhadamantus-Klänge），第94號作品，1851年 - 梅菲斯特的地獄呼聲（Mephistos Höllenrufe），第101號作品，1851年 - 情歌（Liebeslieder），第114號作品，1852年 - 鳳凰展翅（Phönix-Schwingen），第125號作品，1853年 - 雪花蓮（Schneeglöckchen），第143號作品，1854年 - 夜蛾（Nachtfalter），第157號作品，1855年 - 人生僅此一次！（Man lebt nur Einmal!），第167號作品，1855年 - 加速（Accelerationen），第234號作品，1860年 - 常喜（Immer Heiterer），第235號作品，1860年 - 狂歡節大使（Karnevalsbotschafter），第270號作品，1862年 - 社評（Leitartikel），第273號作品，1863年 - 學生快樂（Studentenlust），第285號作品，1864年 - 連載（Feuilleton），第293號作品，1865年 - 公民精神（Bürgersinn），第295號作品，1865年 - 小冊子（Flugschriften），第300號作品，1865年 - 維也納糖果（Wiener Bonbons），第307號作品，1866年，獻予奧地利駐巴黎大使夫人波琳·梅特涅-溫納堡 - 童話（Feenmärchen），第312號作品，1866年 - 電報（Telegramme），第318號作品，1867年 - 時事評論員圓舞曲（Die Publicisten），第321號作品，1868年 - 插圖（Illustrationen），第331號作品，1869年 - 享受人生（Freuet Euch des Lebens），第340號作品，1870年 - 新維也納（Neu Wien），第342號作品，1870年 - 在我們家作客（Bei uns Z'haus），第361號作品，1873年 - 檸檬花開之處（Wo die Zitronen blühen），第364號作品，1874年 - 你和你（Du und du），第367號作品，1874年 - 卡里歐斯特罗圆舞曲（Cagliostro-Walzer），第370號作品，1875年 - 可愛的五月（O Schöner Mai!），第375號作品，1877年 - 北海风光（Nordseebilder），第390號作品，1880年 - 桃金孃花圓舞曲（Myrtle Blossoms），第395號作品，1881年 - 親吻圓舞曲（Kuss-Walzer），第400號作品，1881年 - 潟湖圓舞曲（Lagunen-Walzer），第411號作品，1883年 - 財寶圓舞曲（Schatz-Walzer），第418號作品，1885年 - 維也納女士（Wiener Frauen），第423號作品，1886年 - 多瑙河畔的少女（Donauweibchen），第427號作品，1887年 - 皇家慶典圓舞曲（Kaiser-Jubiläum-Jubelwalzer），第434號作品，1888年 - 市政廳舞會（Rathausball-Tänze），第438號作品，1890年 - 大維也納（Gross-Wien），第440號作品，1891年 - 億萬人民團結起來！（Seid umschlungen Millionen），第443號作品，1892年 - 東方童話（Märchen aus dem Orient），第444號作品 - 聰明的葛麗特（Klug Gretelein），第462號作品，1895年 - 易北河畔（An der Elbe），第477號作品，1898年 |

### 舞台作品
小約翰的輕歌劇實際上並不如他的舞曲受歡迎，至今還留在保留劇目中的就只有《蝙蝠》和《吉普賽男爵》兩部。不過一些自輕歌劇唱段選粹而成的舞曲（如《卡里奥斯特罗》和《南國玫瑰》）還是能成為廣受歡迎的舞曲。
小約翰還嘗試寫過一部歌劇，名曰《帕斯曼騎士》。但他的戲劇音樂還是離不開圓舞曲和波爾卡的形式。在《蝙蝠》首演之前，樂評人就紛紛預測新劇含有一個又一個「圓舞曲和波爾卡旋律動機」。
| 作品                 | 德語原名                      | 作品類型 | 首演年分 |
| -------------------- | ----------------------------- | -------- | -------- |
| 青鳥與四十大盜       | Indigo und die Vierzig Räuber | 輕歌劇   | 1871年   |
| 羅馬狂歡節           | Der Karneval in Rom           | 輕歌劇   | 1873年   |
| 蝙蝠                 | Die Fledermaus                | 輕歌劇   | 1874年   |
| 卡里歐斯特羅在維也納 | Cagliostro in Wien            | 輕歌劇   | 1875年   |
| 梅杜撒冷王子         | Prinz Methusalem              | 輕歌劇   | 1877年   |
| 捉迷藏               | Blindekuh                     | 輕歌劇   | 1878年   |
| 皇后的蕾絲手帕       | Das Spitzentuch der Königin   | 輕歌劇   | 1880年   |
| 歡樂的戰争           | Der lustige Krieg             | 輕歌劇   | 1881年   |
| 威尼斯之夜           | Eine Nacht in Venedig         | 輕歌劇   | 1883年   |
| 吉普賽男爵           | Der Zigeunerbaron             | 輕歌劇   | 1885年   |
| 辛普利丘斯           | Simplicius                    | 輕歌劇   | 1887年   |
| 帕斯曼骑士           | Ritter Pásmán                 | 歌劇     | 1892年   |
| 侯爵夫人尼涅塔       | Fürstin Ninetta               | 輕歌劇   | 1893年   |
| 蘋果節               | Jabuka                        | 輕歌劇   | 1894年   |
| 林中主人             | Waldmeister                   | 輕歌劇   | 1895年   |
| 理性的女神           | Die Göttin der Vernunft       | 輕歌劇   | 1897年   |
| 维也纳气质           | Wiener Blut                   | 輕歌劇   | 1899年   |
| 灰姑娘               | Aschenbrödel                  | 芭蕾舞劇 | 1899年   |

## 外部連結
- 小約翰·史特勞斯的免费乐谱，由国际乐谱典藏计划提供